# Фіва
Свята Фіва Коринфська, або Кенхрейська — диякониса (I століття). Перша з канонізованих дияконис.
Фіва з Кенхреїв передала послання до римлян до міста Рима. Перша згадка про неї зустрічається в посланні апостола Павла до Римлян:
|  | Представляю вам Фіву, сестру нашу, дияконісу церкви Кенхрейської. Прийміть її для Господа, як личить святим, і допоможіть їй, у чому вона матиме потребу у вас, бо й вона була помічницею багатьом і мені самому...(Рим. 16:1) |

Про життя мало відомо. Припускають, що жила в Кенхреях — південному портові Коринфа, звідки апостол вирушив у свою другу місіонерську подорож.
Скоріш за все в християнство була навернена самим святим Павлом, який похвально відгукується про її характер і відвагу, виявлені під час довгої подорожі до Рима.
Пам'ять відбувається 16 вересня (або 3 вересня за старим стилем).